# Bicaz
Bicaz là một thị xã thuộc hạt Maramureș, România. Dân số thời điểm năm 2002 là 1294 người.